# Xã Monroe, Quận Lincoln, Missouri
Xã Monroe (tiếng Anh: Monroe Township) là một xã thuộc quận Lincoln, tiểu bang Missouri, Hoa Kỳ. Năm 2010, dân số của xã này là 11.155 người.